# Saint-Sauvy
Saint-Sauvy is een gemeente in het Franse departement Gers (regio Occitanie) en telt 316 inwoners (2004). De plaats maakt deel uit van het arrondissement Auch.

## Geografie
De oppervlakte van Saint-Sauvy bedraagt 17,7 km², de bevolkingsdichtheid is 17,9 inwoners per km².
De onderstaande kaart toont de ligging van Saint-Sauvy met de belangrijkste infrastructuur en aangrenzende gemeenten.

## Demografie
Onderstaande figuur toont het verloop van het inwonertal (bron: INSEE-tellingen).